# 貴湖大學

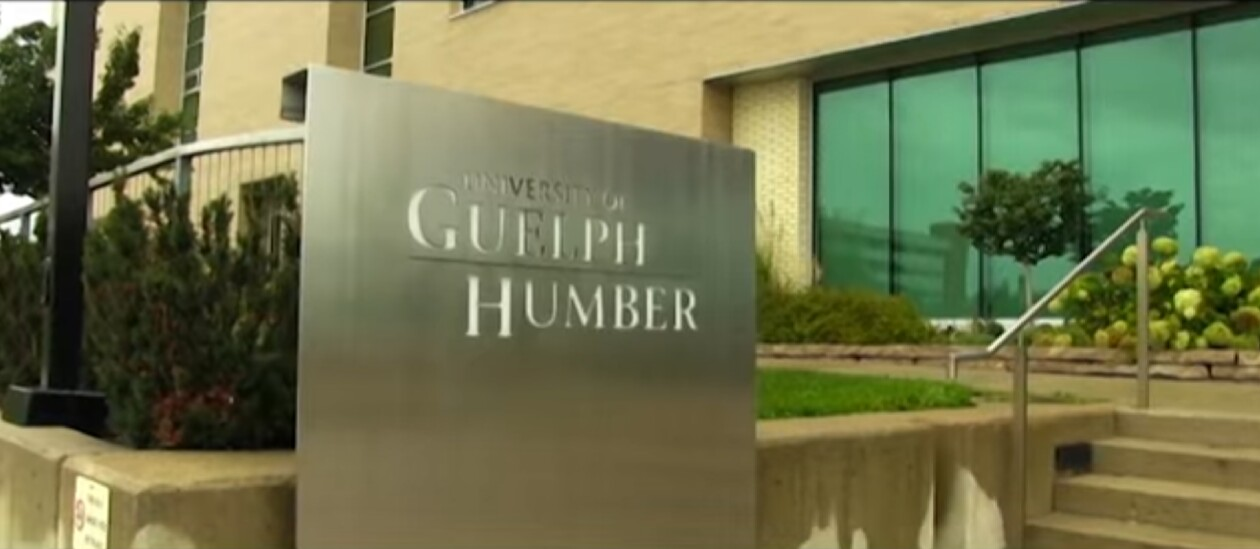

貴湖大學（英語：University of Guelph），位於加拿大安大略省貴湖市，是加拿大一所規模中等卻有著全面教育的公立大學。貴湖大學建立於1964年，由安大略省政府通過法案將安大略農業學院（OAC）和安大略獸醫學院（OVC）及麥當勞學院（Macdonald Institute）合併而成貴湖大學。當中的安大略獸醫學院（OVC）更是目前加拿大全國五所獸醫學院之一，安省唯一的獸醫學院。貴湖大學提供超過90個主修科（majors），13個榮譽學位及63個海外遙距課程。
根據Maclean's雜誌，貴湖大學排名為加拿大第四的全面性大學。更在1999，2002，2003，2006，2007年度在此排名中名列第一。学校享有“全加本科教育质量第一”的名誉，更以“宽进严出”、高淘汰率的研究生高等教育（包括硕士和博士）而出名。英語暨戲劇研究學校（School of English and Theatre Studies）在加拿大的文學及劇作和理論等學術領域方面位於領先，相當多的傑出人才任教於此。

## 歷史
安大略政府於1874年向Frederick William Stone購入五百英畝的土地以建立農業學校，安大略農業學校（Ontario School of Agriculture）於1874年五月一日在此預定地正式啟用。
- 1880年，名稱改為安大略農業學院暨實驗農場（Ontario Agricultural College and Experimental Farm）。
- 1903年，麥當勞學院（Macdonald Institute）加入
- 1922，安大略獸醫學院（Ontario Veterinary College）加入，OVC為北美最早成立的獸醫學院，本於1862年在多倫多成立
- 1964年五月八日，貴湖大學法案於安大略立法部通過，將三個學院整合為一個大學，由董事會（Board of Governors）及理事會（The Senate）兩個組織共同管理，前者負責行政及資金事務，後者負責學習事務
- 1964年理事會創立威靈頓學院（Wellington College），提供藝術及科學課程，五年後此學員的三個科系分開為藝術學院（College of Arts），物理科學學院（College of Physical Science）及社會科學學院（College of Social Science）。麥當勞學院（Macdonald Institute）也在此時變更為家庭及消費者研究學院（College of Family and Consumer Studies）
- 1971年，生物科學學院（College of Biological Science）由體適能教育學校（School of Physical Education），安大略農業學院的營養學系（OAC's Department of Nutrition）以及部分的植物學系微生物學系動物學系（Departments of Botany, Microbiology and Zoology）所組成
- 1989年，安大略農業學院的工程學校（OAC's school of Engineering）與物理科學學院（College of Physical Sciences）合併為物理暨工程科學學院（College of Physical & Engineering Sciences）
- 1998年，家庭及消費者研究學院（College of Family and Consumer Studies）與社會科學學院（College of Social Science）合併為社會暨應用人類科學學院（College of Social & Applied Human Sciences）
- 2006，商業，經濟及管理課程（programs in business, economics and management）被獨立整合出來成為管理暨經濟學院（College of Management & Economics）

## 学术

### 院系组成
貴湖大學目前由七個學院組成，包含：
- 文學院（College of Arts）
- 生物科學學院（College of Biological Science）
- 管理暨經濟學院（College of Management & Ecomomics）
- 物理暨工程科學學院（College of Physical & Engineering Science）
- 社會暨應用人類科學學院（College of Social & Applied Human Sciences）
- 安大略農業學院（Ontario Agricultural College）
- 安大略獸醫學院（Ontario Veterinary College）